# Speeder
Спидер — спортивный инвентарь для игры в спидминтон. Похож на волан в бадминтоне.

## Виды спидеров
Различают три вида спидеров:
Match speeder  — предназначен для проведения турниров взрослых категориях, макс. скорость — 290 км/час, цвет головки — красный.
Night — Предназначен для использования в ночи, макс. скорость — 290 км/час. цвет головки — зеленый, полупрозрачный.
Fun speeder — предназначен для начинающих и для не быстрой игры, макс. скорость — 260 км/час, цвет головки — жёлтый.
При ветре на любой спидер можно надеть утяжеляющее кольцо